# Presbytère de la cathédrale Saint-Jean-Baptiste de Perpignan

Le Presbytère de la cathédrale Saint-Jean Baptiste de Perpignan était un édifice religieux de la ville de Perpignan, dans le département des Pyrénées-Orientales en région Occitanie. Il a été détruit en décembre 2015.

## Localisation
L'édifice était situé 1 rue de l'Horloge, au sud de l'entrée de la cathédrale.

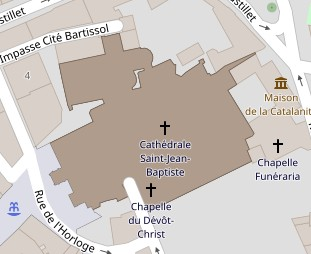
Situation du presbytère

## Historique

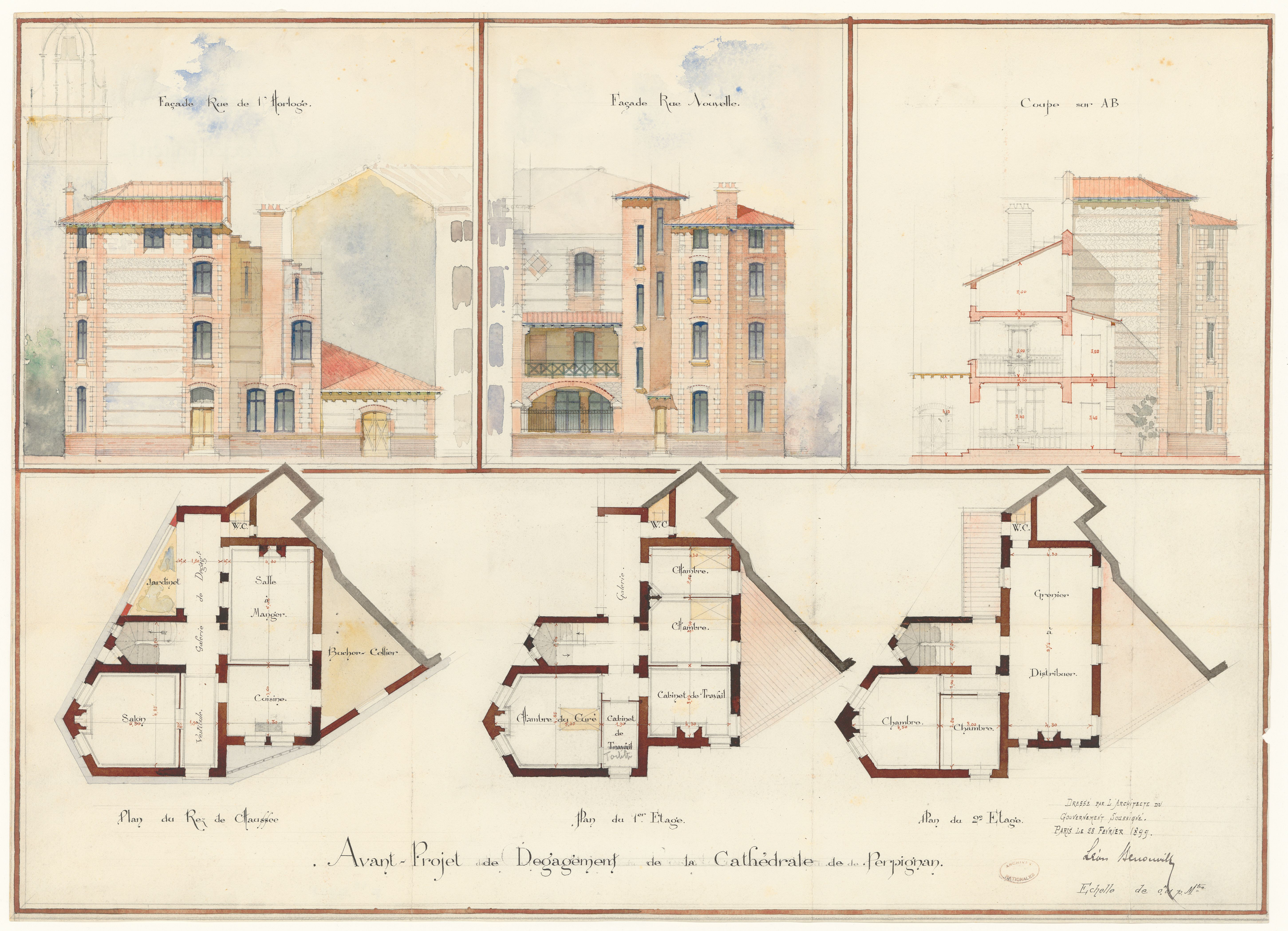
Avant-projet de Dégagement de la cathédrale de Perpignan.

Léon Bénouville, architecte diocésain à Perpignan présente un avant-projet de dégagement de la cathédrale en 1898 afin de remplacer l'ancien presbytère devenu trop vétuste et réaménager les abords de la cathédrale. Le plan de cet ensemble est conservé aux Archives nationales. 
Les travaux commencent en octobre 1899 pour se terminer en 1900. Les réaménagements autour de la cathédrale ne seront terminés qu'en 1914. 

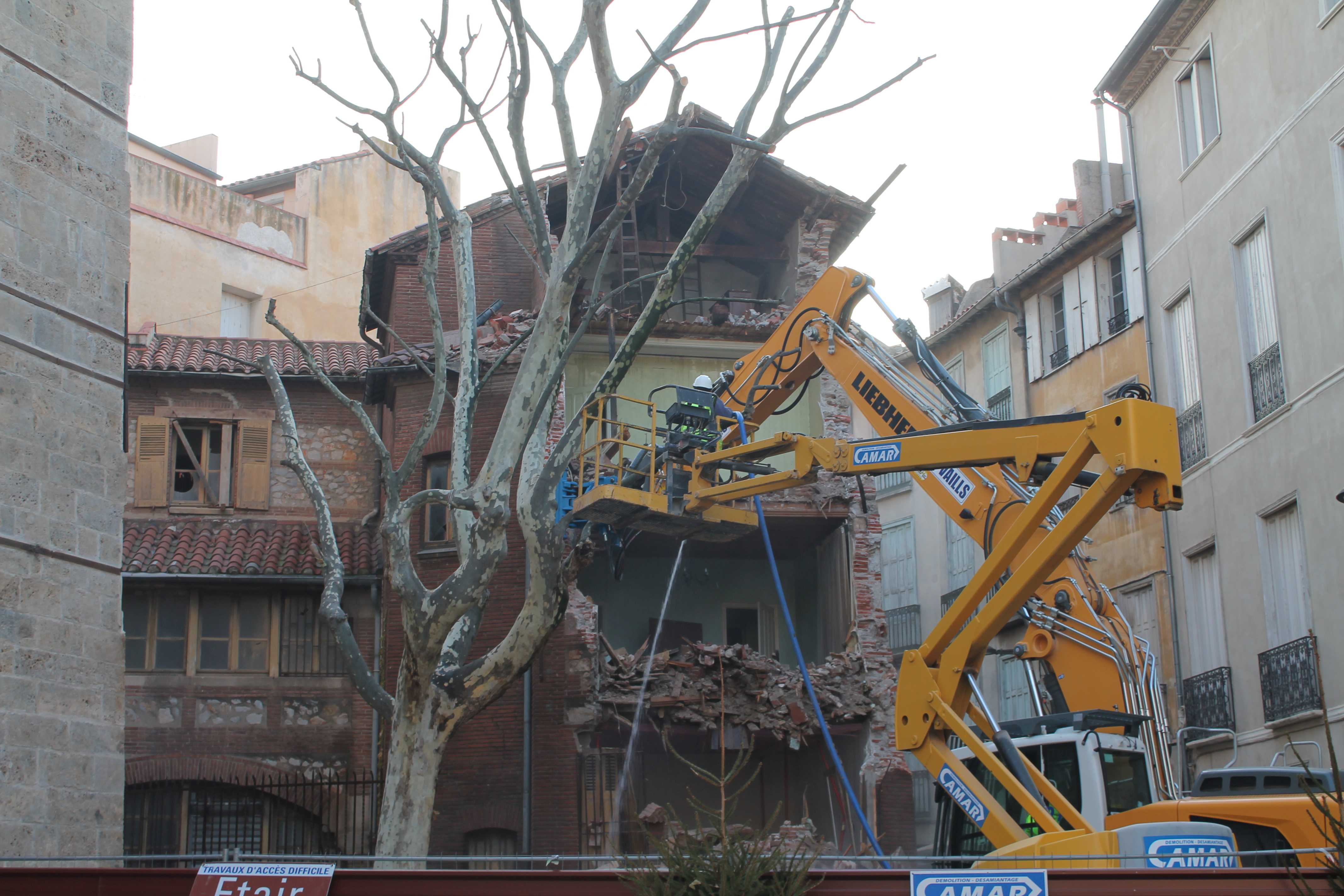
Destruction de l'ancien presbytère de la cathédrale Saint-Jean-Baptiste de Perpignan

Le bâtiment est racheté par la ville au diocèse en 2014.  
Son état est jugé dangereux, présentant un risque imminent d'effondrement malgré son inscription 5bis (à conserver) dans le Plan du secteur sauvegardé de la ville de Perpignan.  
La destruction a lieu le 21 décembre 2015,.

## Architecture
L'édifice a été construit avec des matériaux locaux (brique, galets de rivière). 